# Definición Pre-Libertadores 2016 (Chile)
La definición Pre-Libertadores 2016 o Duelo de Subcampeones de Chile 2016 fue una competición de fútbol de Chile, jugada en ese año, consistente en un partido clasificatorio para la Copa Libertadores 2017 y Copa Sudamericana 2017.

## Duelo a partido único
En octubre de 2016, en el marco de la reestructuración de los torneos de clubes de la Conmebol, este organismo definió un nuevo cupo para Chile en la Copa Libertadores (Chile 4). La ANFP decidió que dicho cupo debían dirimirlo los subcampeones del Torneo de Clausura 2016 y el Torneo de Apertura 2016 en un partido único en terreno neutral. El ganador del pleito clasificará a Copa Libertadores 2017 como Chile 4, mientras que el perdedor lo hará a la Copa Sudamericana 2017 como Chile 1. El único antecedente previo a este duelo en la historia del fútbol chileno fue el Duelo de Vicecampeones del año 1968, que disputaron Universidad de Chile y Universidad Católica para definir el segundo cupo a Copa Libertadores 1969 (duelo ganado finalmente por los cruzados). 
El partido lo jugará Colo-Colo, como subcampeón del Torneo de Clausura 2016, y el equipo que resulte subcampeón del Torneo de Apertura 2016. 
Pero Colo-Colo se coronó campeón de la Copa Chile MTS 2016, por lo que su cupo en este desempate, será inmediatamente ocupado por O'Higgins, que terminó 3º en el Torneo de Clausura 2016.
Unión Española aseguró su participación en este duelo, luego de quedar 3º en el Torneo de Apertura 2016.

## Clasificados
| Unión Española (3° del Torneo de Apertura 2016) |
| O'Higgins (3° del Torneo de Clausura 2016)      |

## Desarrollo
|  | Unión Española | 1-1 (4-2) Archivado el 22 de diciembre de 2017 en Wayback Machine. | O'Higgins |  | Nacional | Patricio Polic | 17 de diciembre | 19:00 | CDF HD |

#### Partido Único[1]
| 16    | POR   | Miguel Pinto         |     |
| 20    | DEF   | Raúl Osorio          |     |
| 23    | DEF   | Brian Torrealba      | 16' |
| 3     | DEF   | Albert Acevedo       |     |
| 13    | DEF   | Gonzalo Barriga      |     |
| 5     | MED   | Alejandro Márquez    | 60' |
| 6     | MED   | Juan Fuentes         |     |
| 21    | MED   | Marco Medel          | 63' |
| 11    | DEL   | Gastón Lezcano       |     |
| 9     | DEL   | Pablo Calandria      |     |
| 17    | DEL   | Cristian Insaurralde |     |
| D. T. | D. T. | Cristián Arán        |     |

| 13    | POR   | Diego Sánchez        |     |
| 3     | DEF   | Adrián Scifo         |     |
| 6     | DEF   | Lucas Domínguez      |     |
| 17    | DEF   | Jorge Ampuero        |     |
| 19    | DEF   | Mario Larenas        |     |
| 18    | MED   | Dagoberto Currimilla | 86' |
| 27    | MED   | Pablo Galdames       |     |
| 14    | MED   | Felipe Seymour       | 78' |
| 7     | MED   | César Pinares        |     |
| 15    | DEL   | Diego Churín         |     |
| 9     | DEL   | Carlos Salom         |     |
| D. T. | D. T. | Martín Palermo       |     |

| 14 | Defensa        | Yerson Opazo        | 16' |
| 28 | Centrocampista | Francisco Arancibia | 60' |
| 7  | Delantero      | Pedro Muñoz         | 63' |

| 8  | Centrocampista | Carlos Gómez   | 78' |
| 22 | Centrocampista | Pablo Aránguiz | 86' |

| 70' | Pedro Muñoz | 1:1 |

| 40' | Diego Churín | 0:1 |

| No · Sí · Sí · No | Yerson Opazo Gonzalo Barriga Pedro Muñoz Cristian Insaurralde | 0:1 1:2 2:2 2:3 |

| Sí · Sí · No · Sí · Sí | Diego Churín Mario Larenas Pablo Aránguiz César Pinares Carlos Salom | 0:1 0:2 1:2 2:3 2:4 |

| 43' · 75' | Mario Larenas Dagoberto Currimilla |

| Principal  | Patricio Polic      |
| Asistentes | Christian Schiemann |
|            | Claudio Ríos        |
| Cuarto     | Piero Maza          |

|                    |       |       |
| Tiros              | 12    | 8     |
| Tiros a puerta     | 5     | 3     |
| Faltas             | 24    | 19    |
| Saques de esquina  | 1     | 3     |
| Penaltis           | 0     | 0     |
| Fueras de juego    | 4     | 2     |
| Posesión del balón | 49.6% | 50.4% |

| Alineación inicial |

| 16    | POR   | Miguel Pinto         |     |
| 20    | DEF   | Raúl Osorio          |     |
| 23    | DEF   | Brian Torrealba      | 16' |
| 3     | DEF   | Albert Acevedo       |     |
| 13    | DEF   | Gonzalo Barriga      |     |
| 5     | MED   | Alejandro Márquez    | 60' |
| 6     | MED   | Juan Fuentes         |     |
| 21    | MED   | Marco Medel          | 63' |
| 11    | DEL   | Gastón Lezcano       |     |
| 9     | DEL   | Pablo Calandria      |     |
| 17    | DEL   | Cristian Insaurralde |     |
| D. T. | D. T. | Cristián Arán        |     |

| 13    | POR   | Diego Sánchez        |     |
| 3     | DEF   | Adrián Scifo         |     |
| 6     | DEF   | Lucas Domínguez      |     |
| 17    | DEF   | Jorge Ampuero        |     |
| 19    | DEF   | Mario Larenas        |     |
| 18    | MED   | Dagoberto Currimilla | 86' |
| 27    | MED   | Pablo Galdames       |     |
| 14    | MED   | Felipe Seymour       | 78' |
| 7     | MED   | César Pinares        |     |
| 15    | DEL   | Diego Churín         |     |
| 9     | DEL   | Carlos Salom         |     |
| D. T. | D. T. | Martín Palermo       |     |

| 14 | Defensa        | Yerson Opazo        | 16' |
| 28 | Centrocampista | Francisco Arancibia | 60' |
| 7  | Delantero      | Pedro Muñoz         | 63' |

| 8  | Centrocampista | Carlos Gómez   | 78' |
| 22 | Centrocampista | Pablo Aránguiz | 86' |

| 70' | Pedro Muñoz | 1:1 |

| 40' | Diego Churín | 0:1 |

| No · Sí · Sí · No | Yerson Opazo Gonzalo Barriga Pedro Muñoz Cristian Insaurralde | 0:1 1:2 2:2 2:3 |

| Sí · Sí · No · Sí · Sí | Diego Churín Mario Larenas Pablo Aránguiz César Pinares Carlos Salom | 0:1 0:2 1:2 2:3 2:4 |

| 43' · 75' | Mario Larenas Dagoberto Currimilla |

| Principal  | Patricio Polic      |
| Asistentes | Christian Schiemann |
|            | Claudio Ríos        |
| Cuarto     | Piero Maza          |

|                    |       |       |
| Tiros              | 12    | 8     |
| Tiros a puerta     | 5     | 3     |
| Faltas             | 24    | 19    |
| Saques de esquina  | 1     | 3     |
| Penaltis           | 0     | 0     |
| Fueras de juego    | 4     | 2     |
| Posesión del balón | 49.6% | 50.4% |

| Alineación inicial |

| 16    | POR   | Miguel Pinto         |     |
| 20    | DEF   | Raúl Osorio          |     |
| 23    | DEF   | Brian Torrealba      | 16' |
| 3     | DEF   | Albert Acevedo       |     |
| 13    | DEF   | Gonzalo Barriga      |     |
| 5     | MED   | Alejandro Márquez    | 60' |
| 6     | MED   | Juan Fuentes         |     |
| 21    | MED   | Marco Medel          | 63' |
| 11    | DEL   | Gastón Lezcano       |     |
| 9     | DEL   | Pablo Calandria      |     |
| 17    | DEL   | Cristian Insaurralde |     |
| D. T. | D. T. | Cristián Arán        |     |

| 13    | POR   | Diego Sánchez        |     |
| 3     | DEF   | Adrián Scifo         |     |
| 6     | DEF   | Lucas Domínguez      |     |
| 17    | DEF   | Jorge Ampuero        |     |
| 19    | DEF   | Mario Larenas        |     |
| 18    | MED   | Dagoberto Currimilla | 86' |
| 27    | MED   | Pablo Galdames       |     |
| 14    | MED   | Felipe Seymour       | 78' |
| 7     | MED   | César Pinares        |     |
| 15    | DEL   | Diego Churín         |     |
| 9     | DEL   | Carlos Salom         |     |
| D. T. | D. T. | Martín Palermo       |     |

| 14 | Defensa        | Yerson Opazo        | 16' |
| 28 | Centrocampista | Francisco Arancibia | 60' |
| 7  | Delantero      | Pedro Muñoz         | 63' |

| 8  | Centrocampista | Carlos Gómez   | 78' |
| 22 | Centrocampista | Pablo Aránguiz | 86' |

| 70' | Pedro Muñoz | 1:1 |

| 40' | Diego Churín | 0:1 |

| No · Sí · Sí · No | Yerson Opazo Gonzalo Barriga Pedro Muñoz Cristian Insaurralde | 0:1 1:2 2:2 2:3 |

| Sí · Sí · No · Sí · Sí | Diego Churín Mario Larenas Pablo Aránguiz César Pinares Carlos Salom | 0:1 0:2 1:2 2:3 2:4 |

| 43' · 75' | Mario Larenas Dagoberto Currimilla |

| Principal  | Patricio Polic      |
| Asistentes | Christian Schiemann |
|            | Claudio Ríos        |
| Cuarto     | Piero Maza          |

|                    |       |       |
| Tiros              | 12    | 8     |
| Tiros a puerta     | 5     | 3     |
| Faltas             | 24    | 19    |
| Saques de esquina  | 1     | 3     |
| Penaltis           | 0     | 0     |
| Fueras de juego    | 4     | 2     |
| Posesión del balón | 49.6% | 50.4% |

| Alineación inicial |

| 16    | POR   | Miguel Pinto         |     |
| 20    | DEF   | Raúl Osorio          |     |
| 23    | DEF   | Brian Torrealba      | 16' |
| 3     | DEF   | Albert Acevedo       |     |
| 13    | DEF   | Gonzalo Barriga      |     |
| 5     | MED   | Alejandro Márquez    | 60' |
| 6     | MED   | Juan Fuentes         |     |
| 21    | MED   | Marco Medel          | 63' |
| 11    | DEL   | Gastón Lezcano       |     |
| 9     | DEL   | Pablo Calandria      |     |
| 17    | DEL   | Cristian Insaurralde |     |
| D. T. | D. T. | Cristián Arán        |     |

| 13    | POR   | Diego Sánchez        |     |
| 3     | DEF   | Adrián Scifo         |     |
| 6     | DEF   | Lucas Domínguez      |     |
| 17    | DEF   | Jorge Ampuero        |     |
| 19    | DEF   | Mario Larenas        |     |
| 18    | MED   | Dagoberto Currimilla | 86' |
| 27    | MED   | Pablo Galdames       |     |
| 14    | MED   | Felipe Seymour       | 78' |
| 7     | MED   | César Pinares        |     |
| 15    | DEL   | Diego Churín         |     |
| 9     | DEL   | Carlos Salom         |     |
| D. T. | D. T. | Martín Palermo       |     |

| 14 | Defensa        | Yerson Opazo        | 16' |
| 28 | Centrocampista | Francisco Arancibia | 60' |
| 7  | Delantero      | Pedro Muñoz         | 63' |

| 8  | Centrocampista | Carlos Gómez   | 78' |
| 22 | Centrocampista | Pablo Aránguiz | 86' |

| 70' | Pedro Muñoz | 1:1 |

| 40' | Diego Churín | 0:1 |

| No · Sí · Sí · No | Yerson Opazo Gonzalo Barriga Pedro Muñoz Cristian Insaurralde | 0:1 1:2 2:2 2:3 |

| Sí · Sí · No · Sí · Sí | Diego Churín Mario Larenas Pablo Aránguiz César Pinares Carlos Salom | 0:1 0:2 1:2 2:3 2:4 |

| 43' · 75' | Mario Larenas Dagoberto Currimilla |

| Principal  | Patricio Polic      |
| Asistentes | Christian Schiemann |
|            | Claudio Ríos        |
| Cuarto     | Piero Maza          |

|                    |       |       |
| Tiros              | 12    | 8     |
| Tiros a puerta     | 5     | 3     |
| Faltas             | 24    | 19    |
| Saques de esquina  | 1     | 3     |
| Penaltis           | 0     | 0     |
| Fueras de juego    | 4     | 2     |
| Posesión del balón | 49.6% | 50.4% |

| Alineación inicial |

## Cupos internacionales
|                                                   |
|                                                   |
| Unión Española                                    |
| Clasificado a Copa Libertadores 2017 como Chile 4 |

|                                                   |
|                                                   |
| O'Higgins                                         |
| Clasificado a Copa Sudamericana 2017 como Chile 1 |